# Yomiuri shinbun
Yomiuri shinbun (読売新聞), ou Yomiuri shimbun, est un journal japonais fondé en 1874, de tendance conservatrice, considéré comme le quotidien le plus vendu au monde, dans sa diffusion imprimée sur papier.

Il fait partie des cinq plus importants journaux japonais avec l'Asahi shinbun, le Mainichi shinbun, le Nihon keizai shinbun et le Sankei shinbun.

## Histoire
Le Yomiuri shinbun est fondé deux ans après le Tokyo nichi nichi shinbun.
Il est racheté en 1924 par Matsutarô Shôriki, ancien officier supérieur de la Préfecture de police de Tōkyō, notamment chargé de la surveillance et de la répression des organisations communistes et anarchistes. Le journal voit son tirage passer de 50 000 exemplaires en 1924 à 170 000 exemplaires en 1929, puis à un million en 1938. Soutenu par le gouvernement, le Yomiruri absorbe le Hôchi Shimbun et devient en 1942 le Yomiuri Hôchi Shimbun.
En 1945, alors que le Japon est occupé par les États-Unis, les employés de presse s'organisent en syndicats et mènent une grève historique. Ils réclament la destitution du directeur du journal, Matsutarô Shôriki, en tant que criminel de guerre, ainsi que la démocratisation de la direction. Le journal est l'année suivante le théâtre d’affrontements violents entre grévistes et yakuza, mobilisés traditionnellement par le patronat au Japon comme briseur de grèves. En 1950, la société est réorganisée en société anonyme par actions. Le Yomiuri shinbun poursuit sa croissance dans l'après-guerre pour s'imposer, à partir du milieu des années 1970, comme le principal quotidien du Japon. Cette croissance est en partie due aux succès de l'équipe de baseball des Yomiuri Giants, propriété du groupe de presse, qui permettent à ce dernier de tirer des profits considérables en droits de diffusion des matchs et en publicité.

### Diffusion papier
Vendu en une quantité variant entre 7 millions d'exemplaires chaque jour (7,030 millions en moyenne journalière entre juillet et décembre 2021, avec toutefois une érosion de cette diffusion sur papier). C'est ainsi le quotidien le plus vendu de la planète,. Il devance ainsi ses concurrents japonais qui ont également une diffusion papier très forte (14 millions d'exemplaires pour le Yomiuri shinbun contre 12 millions pour le Asahi Shinbun ; chiffres de 2007). Les quotidiens japonais sont devenus influents après la Seconde Guerre mondiale, dans une société qui se restructurait, et ont contribué à renforcer le sentiment d'appartenance de leur lectorat à cette société. 80% des foyers japonais ont souscrit un abonnement à un ou deux quotidiens papiers.
Son lectorat est estimé, en 2010, à 26 millions de personnes.
Le Yomiuri shinbun est membre de l'Asia News Network et est publié sur plusieurs sites répartis dans le pays, à Tokyo, Osaka, Fukuoka et dans d'autres villes importantes, avec un système de portage par scooter qui démarre dès 4 heures du matin. Il est l'un des cinq journaux nationaux du Japon avec le Asahi Shinbun, le Mainichi Shinbun, le Nihon Keizai Shinbun et le Sankei Shinbun.
Le numérique commence à éroder la diffusion papier. Pour autant, ce quotidien investit peu sur le Web. Il investit sur des hebdomadaires pour la jeunesse, voulant maintenir l'habitude de lire sur papier.

## Revenus
Le groupe Yomiuri a aussi une équipe de baseball, une des plus populaires du pays, les Giants de Yomiuri, un parc d'attractions Yomiuri Land, un orchestre, l'Orchestre symphonique Yomiuri du Japon, la chaîne Nihon terebi (NTV), la maison d’édition Chuôkôron-Shinsha, le quotidien sportif Hôchi Shimbun, deux fondations, une université et, un centre commercial. Cette diversification de ses activités et le poids des abonnements diminuent la dépendance à la publicité,.

## Positions éditoriales
Le Yomiuri shinbun est un quotidien conservateur.
Il s'est orienté très à droite après son rachat par Matsutarô Shôriki dans les années 1920, devenant « le plus nationaliste des trois quotidiens nationaux, encourageant le chauvinisme et la haine des pays occidentaux chez ses lecteurs ». Plusieurs journalistes étaient engagés dans la mouvance ultra-nationaliste. Ainsi Seijun Yamazoi, chef de la section économie, apporte dans les colonnes du journal un soutien indéfectible au « Mouvement pour la dissolution des partis politiques » du diplomate fasciste Yôsuke Matsuoka. Matsutarô Shôriki entre même au gouvernement en 1944 comme conseiller en communication.
Il reste conservateur dans l'après-guerre et est depuis proche du Parti Libéral Démocrate (PLD).
Il s'est régulièrement engagé en faveur d'une révision de la Constitution, qui, d'inspiration pacifiste, interdit au Japon de participer à une guerre.

Le journal met l'accent sur le principe de responsabilité individuelle, le « jiko sekinin ». Au sujet des victimes de prises d'otages, il estime qu'elles « devraient rembourser une partie des frais » de l’opération de sauvetage.

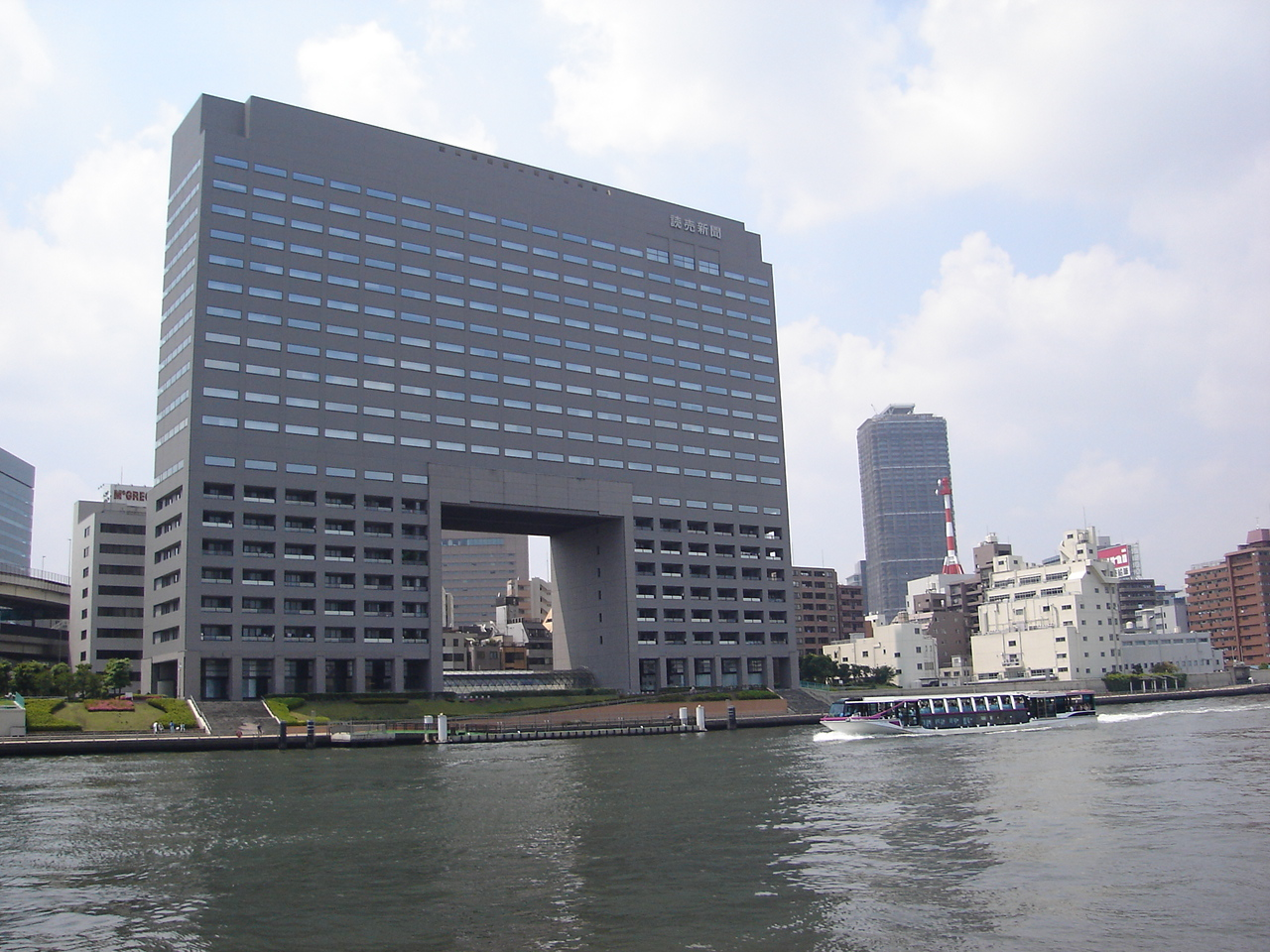
Siège du Yomiuri Shinbun à Tokyo.